# Grèbe de Taczanowski
Podiceps taczanowskii
Espèce
Statut de conservation UICN

 EN B1ab(i,ii,iii)+2ab(i,ii,iii); ré : En danger
Le Grèbe de Taczanowski (Podiceps taczanowskii) est une espèce d'oiseaux aquatiques appartenant à la famille des Podicipedidae.

## Description
Le grèbe de Taczanowski a la tête pointue, avec des plumes sombres sur le dos, une gorge blanche et des parties inférieures tachetées de couleur sombre.
Ce grèbe se distingue par son bec élancé gris, son iris rouge et ses pattes jaune-orange terne.

Les juvéniles sont gris plus foncé sur les flancs que les adultes.

## Répartition
Le grèbe est endémique au lac Junin au Pérou et est incapable de voler.

## Population
Des relevés entre 2007 et 2016 indiquent une population comprise entre 217 et 468 individus. Les recensements combinés de 2010 à 2018 ont indiqué que la population fluctue ainsi généralement entre 300 et 400 individus.

Cependant, en raison de niveaux élevés d'incertitude, on pense que la population compte 145 à 312 individus matures.

## Sous-espèces
D'après la classification de référence (version 12.1, 2022) du Congrès ornithologique international, il n'existe aucune sous-espèce.

## Habitat
Le lac Junín est assez peu profond et bordé de vastes marais de roseaux. Le grèbe se nourrit en eau libre, près des marges des roselières pendant la saison de reproduction (novembre-mars) et au centre du lac pendant l'hiver austral sec.

Des études ont montré que l'espèce se concentre au sud du lac et est totalement absente de la partie nord-ouest. Il est probable que l'espèce n'occupe donc qu'environ 50% du lac en raison de la préférence et de la qualité de l'habitat.
Elle fréquente les marais intérieurs denses composés principalement de joncs et de mosaïques de joncs, de mousses et d'herbes basses dans les zones plus ouvertes.

Les adultes utilisent le scirpe du sud (Schoenoplectus californicus) et le jonc de la Baltique (Juncus balticus) pour la nidification et l'élevage.

## Alimentation
Le grèbe se nourrit dans les eaux libres du lac et autour des bords des marais là où il est plus facile de plonger.

Les poissons (orestias) représentent plus de 90 % de son alimentation. Lorsque ceux-ci se raréfient pendant les périodes de baisse des niveaux d'eau et que les marais s'assèchent, il est alors connu pour varier son régime alimentaire avec des moucherons, des punaises corixidae, des amphipodes, des asticots et des pupes.

## Reproduction
Les nids sont construits au sol dans la couverture protectrice des marais, particulièrement à l’abri des scirpes géants.

Dans des conditions naturelles, les pluies hivernales augmentent le niveau d'eau du lac pendant la saison de reproduction, permettant au grèbe de s'aventurer dans les baies et les canaux locaux, bien qu'ils ne nichent jamais sur la rive du lac.

La taille de la couvée peut contenir jusqu’à trois œufs.

Le mâle s'occupe des poussins et ne quitte pas le nid pour se nourrir. La femelle est chargée de le nourrir ainsi que les poussins jusqu'à ce que ceux-ci quittent le nid.

Nous savons maintenant que les adultes utilisent les parties les plus profondes du lac principalement pendant la parade nuptiale et les eaux entre les touffes de végétation dominées par le scirpe et le jonc baltique pour la nidification (décembre-mars) et les soins parentaux (avril-mai).

## Menaces
Le déclin a suivi une détérioration de la qualité de l'eau en raison des activités minières et des fluctuations extrêmes du niveau de l'eau. La régulation du niveau d'eau d'une centrale hydroélectrique alimentant des mines voisines provoque l'assèchement des zones de nidification et d'alimentation ainsi que l'échec de la reproduction. Les activités minières polluent également le lac, la partie nord-ouest étant rendue sans vie par la sédimentation d'oxyde de fer.

Les eaux usées des villes voisines ont également considérablement afflué  lors de la construction du barrage d'Upamayo, tout en augmentant la sensibilité aux sécheresses et aux inondations en aval, ce qui provoque également une eutrophisation et un appauvrissement oxygéné des villes voisines. Cela peut entraîner une réduction de la quantité de poissons disponibles pour  le grèbe.

Le brûlage des scirpes à proximité peut conduire à la destruction des nids et de l'habitat de reproduction.

Des conditions climatiques relativement instables, liées aux événements El Niño d'oscillation australe, peuvent avoir contribué à d'importantes fluctuations de population.

Des espèces non indigènes telles que la truite arc-en-ciel (Oncorhynchus mykiss) peuvent également entrer en compétition pour les sites de nidification et la nourriture. Les filets utilisés par les pêcheurs pour capturer les truites envahissantes ont également entraîné la mort de certains individus, créant une nouvelle menace pour l'espèce.

La chasse a été interdite et on pense qu'elle ne constitue plus un problème majeur.